# 花山天皇
花山天皇（日语：／ Kazan Tennō */?；968年11月29日—1008年3月17日），日本第65代天皇（984年9月24日—986年8月1日在位）。諱師貞（日语：／ Morosada）。

## 生平
安和2年（969年），隨著父親冷泉天皇退位，叔父守平親王即位（圓融天皇）而成為皇太子。永觀2年（984年），接受圓融天皇的讓位而即位。
師貞親王出生不足10個月即受立為太子，乃由於他的外祖父藤原伊尹當時擔任攝政。然後待17歲即位時，藤原伊尹已經去世。由於沒有有力的外戚，花山天皇的在位時間不足二年。
花山天皇即位後，藤原賴忠依然擔任關白，但分掌實權的是天皇的外舅藤原義懷和乳母子藤原惟成。義懷與惟成推行許多革新政策，如頒佈莊園整理令、活化貨幣流通、禁止武裝、控制物價、地方行政改革等。但革新的政策卻招致與關白藤原賴忠等的不和。而且皇太子懷仁親王（圓融天皇的兒子）的外祖父右大臣藤原兼家也希望花山天皇早日退位，表現出欲與天皇及義懷相對抗的態度。因此，宮中出現了義懷派、賴忠、兼家三方對立的局面，使政治停滯不前。此外，天皇還存在女性問題。花山天皇戲劇性地對藤原為光的女兒藤原忯子動情，而希望把忯子立為女御。藤原義懷的正室是忯子的親生姐姐，故天皇立即命令藤原義懷勸說繼父和藤原為光。藤原為光因女婿的拼命懇求，而决定讓忯子入宮。忯子入宮後，深受寵愛，但不幸在懷孕期間於寬和元年（985年）7月18日逝世，得年17歲。受此打擊的天皇開始表示希望出家以供養忯子的意願。藤原義懷根據天皇一向的氣質，看出天皇想要出家是一時的衝動，惟成和關白藤原賴忠也一起勸說天皇改變主意。
寬和2年（986年）6月22日，19歲的花山天皇退位，並剃髮進入佛門。關於突然的出家，《榮花物語》和《大鏡》等書認為愛妃藤原忯子的孕中死亡是主因。不過《大鏡》則認為這是藤原兼家為了讓外孫懷仁親王（一條天皇）即位而策劃的陰謀。據傳，時任藏人的藤原兼家的三男藤原道兼以自己也要與悲傷的天皇一起出家為由，唆使天皇帶著他從皇居秘密前往元慶寺（花山寺）。此時，清和源氏的源滿仲和他的郎黨們受藤原兼家之命，在鴨川的堤壩上警守。天皇說：“月明之夜出家真丟臉啊。”正在躊躇時，雲遮住了月亮，天皇告誡自己說：“果然是今天要出家的命運啊。”就要離開皇居時，天皇想起曾經從妻子那裡收到的信還留在自己房間裏，正要回去取的時候，藤原道兼假哭道：“如果這樣，可能會發生麻煩。”於是天皇就按原計劃走出皇居。一行人經過陰陽師安倍晴明家門前時，聽到裡面傳來“這是預兆天皇退位的天變。已經……式神，快去皇居！”的聲音，接著有什麼看不見的東西打開晴明家的門出來，看到了天皇一行，就回去稟報道：“剛剛當今天皇路過家門口。”藤原兼家看到天皇一行人前往寺廟，命令兒子藤原道隆、藤原道綱等人將三神器移至皇太子的居所凝華舍後，封鎖皇居諸門。
到了元慶寺，道兼看到天皇剃髮後，以必須向父親藤原兼家說明情况為由離開寺院，就此逃回，並未隨之出家。天皇此時才知道自己受騙了。而四處搜尋下落不明的天皇的義懷和惟成在元慶寺找到天皇，從而得知政局失利後，與天皇一同出家，史稱“寬和之變”。花山天皇出家的同時，將皇位讓給懷仁親王，一條天皇於是即位。
此事也給當時擔任式部丞的紫式部的父親藤原為時與為尾張國郡司百姓等解文而聞名的藤原元命往後的仕途留下陰影。

### 出家後
據說花山天皇出家成為法皇之後，在攝津國的中山寺（現位於兵庫縣寶塚市）中找到了據傳為奈良時代初期德道法師收入石棺的三十三處觀音靈場的寶印，而後從紀伊國熊野開始巡訪寶印對應的三十三座觀音靈場，並在其中修行出很大的法力。花山法皇此次的觀音巡禮在後世稱為“西國三十三所巡禮”而傳承至今。而花山天皇在各靈場吟詠的御制和歌則被作為御咏歌。

### 逸聞
虽然父親冷泉天皇也留下許多逸聞，但花山天皇當時有“金玉其外，敗絮其中”等評價。《大鏡》、《古事談》中，多有關於其瘋狂舉動的記載。另一方面，他有繪畫、建築、和歌等多方面的藝術才能。基於獨特的構思，屢有出人意料的作品。特別是在和歌方面，今人普遍認為花山天皇在位期間曾經在皇居舉行歌會，並親自撰寫《拾遺和歌集》、增補《拾遺抄》。
據說在即位儀式時，花山天皇把美麗的女官拉上皇座，還發生性行為。天皇出家後也沒有把持色戒，仍和女性保持關係。“長德之變”的逸聞也是出家後的故事。花山天皇還曾把一對母女同時納為妾，世人稱這兩位妾誕下的皇子為“母腹宮”和“女腹宮”。

## 家族
- 父：冷泉天皇（950-1011）
- 母：藤原懷子（945-975）：藤原伊尹之女

- 女御：
  - 藤原忯子（969-985）：藤原為光（日语：藤原為光）之女
  - 藤原姚子（日语：藤原姚子）（971-989）：藤原朝光（日语：藤原朝光）之女
  - 藤原諟子（日语：藤原諟子）（？-1035）：藤原賴忠之女
  - 婉子女王（日语：婉子女王）（972-998）：為平親王（日语：為平親王）之女

- 皇子：
  - 中務： 
    - 清仁親王（？-1030，母腹宮）：彈正尹

  - 平平子：
    - 昭登親王（998-1035，女腹宮）：中務卿

  - 母不详
    - 覺源（1000-1065，宮僧正）：東大寺別當（日语：別当）
    - 深觀（1001-1050）

- 皇女
  - 中務：
    - 上东门院女房（？-1024）：万寿元年（1024年）12月6日夜被杀害后弃尸路边遭老鹰啄食[1]。翌年嫌疑犯隆范法师落网，自白是被藤原道雅指使。
    - 皇女某

  - 平平子：
    - 皇女二人

## 系圖
|  |  | (60)醍醐天皇 | (60)醍醐天皇 | (60)醍醐天皇 | (60)醍醐天皇 | (60)醍醐天皇 | (60)醍醐天皇 |  |  | (61)朱雀天皇 | (61)朱雀天皇 | (61)朱雀天皇 | (61)朱雀天皇 | (61)朱雀天皇 | (61)朱雀天皇 |  |  | 廣平親王     | 廣平親王     | 廣平親王     | 廣平親王     | 廣平親王     | 廣平親王     |  |  |                       |                       |                       |                       |                       |                       |  |  |                                  |                                  |                                  |                                  |                                  |                                  |  |  |                |                |                |                |                |                |  |  |
|  |  | (60)醍醐天皇 | (60)醍醐天皇 | (60)醍醐天皇 | (60)醍醐天皇 | (60)醍醐天皇 | (60)醍醐天皇 |  |  | (61)朱雀天皇 | (61)朱雀天皇 | (61)朱雀天皇 | (61)朱雀天皇 | (61)朱雀天皇 | (61)朱雀天皇 |  |  | 廣平親王     | 廣平親王     | 廣平親王     | 廣平親王     | 廣平親王     | 廣平親王     |  |  |                       |                       |                       |                       |                       |                       |  |  |                                  |                                  |                                  |                                  |                                  |                                  |  |  |                |                |                |                |                |                |  |  |
|  |  |              |              |              |              |              |              |  |  | (62)村上天皇 | (62)村上天皇 | (62)村上天皇 | (62)村上天皇 | (62)村上天皇 | (62)村上天皇 |  |  | (63)冷泉天皇 | (63)冷泉天皇 | (63)冷泉天皇 | (63)冷泉天皇 | (63)冷泉天皇 | (63)冷泉天皇 |  |  | (65)花山天皇          | (65)花山天皇          | (65)花山天皇          | (65)花山天皇          | (65)花山天皇          | (65)花山天皇          |  |  |                                  |                                  |                                  |                                  |                                  |                                  |  |  |                |                |                |                |                |                |  |  |
|  |  |              |              |              |              |              |              |  |  | (62)村上天皇 | (62)村上天皇 | (62)村上天皇 | (62)村上天皇 | (62)村上天皇 | (62)村上天皇 |  |  | (63)冷泉天皇 | (63)冷泉天皇 | (63)冷泉天皇 | (63)冷泉天皇 | (63)冷泉天皇 | (63)冷泉天皇 |  |  | (65)花山天皇          | (65)花山天皇          | (65)花山天皇          | (65)花山天皇          | (65)花山天皇          | (65)花山天皇          |  |  |                                  |                                  |                                  |                                  |                                  |                                  |  |  |                |                |                |                |                |                |  |  |
|  |  |              |              |              |              |              |              |  |  | 兼明親王     | 兼明親王     | 兼明親王     | 兼明親王     | 兼明親王     | 兼明親王     |  |  | 致平親王     | 致平親王     | 致平親王     | 致平親王     | 致平親王     | 致平親王     |  |  | (67)三條天皇          | (67)三條天皇          | (67)三條天皇          | (67)三條天皇          | (67)三條天皇          | (67)三條天皇          |  |  | 敦明親王(小一条院)               | 敦明親王(小一条院)               | 敦明親王(小一条院)               | 敦明親王(小一条院)               | 敦明親王(小一条院)               | 敦明親王(小一条院)               |  |  |                |                |                |                |                |                |  |  |
|  |  |              |              |              |              |              |              |  |  | 兼明親王     | 兼明親王     | 兼明親王     | 兼明親王     | 兼明親王     | 兼明親王     |  |  | 致平親王     | 致平親王     | 致平親王     | 致平親王     | 致平親王     | 致平親王     |  |  | (67)三條天皇          | (67)三條天皇          | (67)三條天皇          | (67)三條天皇          | (67)三條天皇          | (67)三條天皇          |  |  | 敦明親王(小一条院)               | 敦明親王(小一条院)               | 敦明親王(小一条院)               | 敦明親王(小一条院)               | 敦明親王(小一条院)               | 敦明親王(小一条院)               |  |  |                |                |                |                |                |                |  |  |
|  |  |              |              |              |              |              |              |  |  | (源)高明     | (源)高明     | (源)高明     | (源)高明     | (源)高明     | (源)高明     |  |  | 為平親王     | 為平親王     | 為平親王     | 為平親王     | 為平親王     | 為平親王     |  |  |                       |                       |                       |                       |                       |                       |  |  | 禎子內親王 （後三條母、陽明門院) | 禎子內親王 （後三條母、陽明門院) | 禎子內親王 （後三條母、陽明門院) | 禎子內親王 （後三條母、陽明門院) | 禎子內親王 （後三條母、陽明門院) | 禎子內親王 （後三條母、陽明門院) |  |  |                |                |                |                |                |                |  |  |
|  |  |              |              |              |              |              |              |  |  | (源)高明     | (源)高明     | (源)高明     | (源)高明     | (源)高明     | (源)高明     |  |  | 為平親王     | 為平親王     | 為平親王     | 為平親王     | 為平親王     | 為平親王     |  |  |                       |                       |                       |                       |                       |                       |  |  | 禎子內親王 （後三條母、陽明門院) | 禎子內親王 （後三條母、陽明門院) | 禎子內親王 （後三條母、陽明門院) | 禎子內親王 （後三條母、陽明門院) | 禎子內親王 （後三條母、陽明門院) | 禎子內親王 （後三條母、陽明門院) |  |  |                |                |                |                |                |                |  |  |
|  |  |              |              |              |              |              |              |  |  |              |              |              |              |              |              |  |  | (64)圓融天皇 | (64)圓融天皇 | (64)圓融天皇 | (64)圓融天皇 | (64)圓融天皇 | (64)圓融天皇 |  |  | (66)一條天皇          | (66)一條天皇          | (66)一條天皇          | (66)一條天皇          | (66)一條天皇          | (66)一條天皇          |  |  | (68)後一條天皇                   | (68)後一條天皇                   | (68)後一條天皇                   | (68)後一條天皇                   | (68)後一條天皇                   | (68)後一條天皇                   |  |  |                |                |                |                |                |                |  |  |
|  |  |              |              |              |              |              |              |  |  |              |              |              |              |              |              |  |  | (64)圓融天皇 | (64)圓融天皇 | (64)圓融天皇 | (64)圓融天皇 | (64)圓融天皇 | (64)圓融天皇 |  |  | (66)一條天皇          | (66)一條天皇          | (66)一條天皇          | (66)一條天皇          | (66)一條天皇          | (66)一條天皇          |  |  | (68)後一條天皇                   | (68)後一條天皇                   | (68)後一條天皇                   | (68)後一條天皇                   | (68)後一條天皇                   | (68)後一條天皇                   |  |  |                |                |                |                |                |                |  |  |
|  |  |              |              |              |              |              |              |  |  |              |              |              |              |              |              |  |  | 昭平親王     | 昭平親王     | 昭平親王     | 昭平親王     | 昭平親王     | 昭平親王     |  |  |                       |                       |                       |                       |                       |                       |  |  | (69)後朱雀天皇                   | (69)後朱雀天皇                   | (69)後朱雀天皇                   | (69)後朱雀天皇                   | (69)後朱雀天皇                   | (69)後朱雀天皇                   |  |  | (70)後冷泉天皇 | (70)後冷泉天皇 | (70)後冷泉天皇 | (70)後冷泉天皇 | (70)後冷泉天皇 | (70)後冷泉天皇 |  |  |
|  |  |              |              |              |              |              |              |  |  |              |              |              |              |              |              |  |  | 昭平親王     | 昭平親王     | 昭平親王     | 昭平親王     | 昭平親王     | 昭平親王     |  |  |                       |                       |                       |                       |                       |                       |  |  | (69)後朱雀天皇                   | (69)後朱雀天皇                   | (69)後朱雀天皇                   | (69)後朱雀天皇                   | (69)後朱雀天皇                   | (69)後朱雀天皇                   |  |  | (70)後冷泉天皇 | (70)後冷泉天皇 | (70)後冷泉天皇 | (70)後冷泉天皇 | (70)後冷泉天皇 | (70)後冷泉天皇 |  |  |
|  |  |              |              |              |              |              |              |  |  |              |              |              |              |              |              |  |  | 具平親王     | 具平親王     | 具平親王     | 具平親王     | 具平親王     | 具平親王     |  |  | (源)師房 〔村上源氏〕 | (源)師房 〔村上源氏〕 | (源)師房 〔村上源氏〕 | (源)師房 〔村上源氏〕 | (源)師房 〔村上源氏〕 | (源)師房 〔村上源氏〕 |  |  |                                  |                                  |                                  |                                  |                                  |                                  |  |  | (71)後三條天皇 | (71)後三條天皇 | (71)後三條天皇 | (71)後三條天皇 | (71)後三條天皇 | (71)後三條天皇 |  |  |
|  |  |              |              |              |              |              |              |  |  |              |              |              |              |              |              |  |  | 具平親王     | 具平親王     | 具平親王     | 具平親王     | 具平親王     | 具平親王     |  |  | (源)師房 〔村上源氏〕 | (源)師房 〔村上源氏〕 | (源)師房 〔村上源氏〕 | (源)師房 〔村上源氏〕 | (源)師房 〔村上源氏〕 | (源)師房 〔村上源氏〕 |  |  |                                  |                                  |                                  |                                  |                                  |                                  |  |  | (71)後三條天皇 | (71)後三條天皇 | (71)後三條天皇 | (71)後三條天皇 | (71)後三條天皇 | (71)後三條天皇 |  |  |